# انجمن افغانستان و آسیای میانه
انجمن افغانستان و آسیای میانه (انگلیسی: Afghanistan and Central Asian Association) و به‌صورت مخفف (ACAA) واقع در انگلستان است که به‌طور تخصصی خدمات به مهاجران افغانستانی در کشور بریتانیا را ارائه می‌دهد.

## تاریخچه
این انجمن در سال ۲۰۰۱ میلادی توسط نورالحق نسیمی که به عنوان پناهنده سیاسی همراه با همسر و کودکان خردسالش، بوسیله کامیون یخچال‌دار به انگلستان رسیده بود با هدف کمک به مهاجران افغان و ارتقاء سطح آموزشی آنان و جذب در جامعه بریتانیای کبیر تاسیس شد.

## خدمات
اهم فعالیت‌های انجمن افغانستان و آسیای میانه شامل ارایهٔ خدمات به شهروندان افغانستان و کشورهای آسیای میانه می‌شود. خدمات این نهاد برای خانم‌ها، آقایان و کودکان شامل تقویت مهارت‌ها و فراگیری دانش ضروری برای ایجاد زندگی موفقیت‌آمیز درکشور پادشاهی متحدهٔ بریتانیا می‌باشد.در این انجمن سعی می‌شود ارزش‌های حقوق‌بشری و دموکراسی را در میان افراد آواره در خارج و داخل افغانستان ترویج داده شود.
خدمات  شامل کلاسهای آموزشی در روز شنبه، کلاسهای زبان انگلیسی، کارگاه‌های کاریابی، گروههای حمایت از خانم‌ها، خدمات پشتیبانی از جوانان وخانواده‌ها، مشورت‌های حضوری و تلفنی برای متقاضیان، استخدام در پست‌های کارهای داوطلبانه و برگزاری برنامه‌های اجتماعی و فرهنگی می‌باشد.
انجمن افغانستان و آسیای میانه در افغانستان مرکز مشاورت‌های حقوقی برای شهروندان در کابل و شهر پلخمری را ایجاد کرده است. در این مراکز، به ارائهٔ معلومات، حمایت حقوقی در نهادهای عدلی و قضایی در رابطه به مسائل آموزشی، کاریابی و خشونت خانوادگی، راهنمایی رایگان، بی‌طرفانه و محرمانه می‌پردازند.
برخی از سرفصل‌های خدمات این موسسه به شرح زیر می‌باشند:
- برگزاری کلاسهای گروهی و انفرادی آموزش زبان فارسی برای گروه سنی کودک و نوجوان
- برگزاری کلاس آموزش زبان پشتو
- برگزاری کلاسهای آموزش زبان انگلیسی بزرگسالان و کودکان
- ارایه مشاوره حقوقی جهت اخذ ویزای انگلستان(ویزای پناهندگی و ...)
- ارایه مشاوره جهت حل مشکلات مسکن در شهر لندن
- ارایه مشاوره جهت ادامه تحصیل یا اخذ پذیرش در دانشگاهها و موسسات آموزشی بریتانیا
- ارایه مشاوره و کمکهای عملی جهت حل مشکلات در اداره پلیس انگلستان
- کمک به دریافت وقت ملاقات برای زندانیان افغان در بریتانیا
- خدمات ترجمه کتبی،حضوری و تلفنی اعم از ترجمه مدارک و مکالمات مهاجران
- خدمات مربوط به تصدیق هویت و تکمیل فرم‌های مربوطه(اعم از گواهینامه رانندگی و پاسپورت و ...)
- کمک به تکمیل انواع فرم‌های خدمات مهاجرتی و خدمات اجتماعی
- مشاوره جهت حل مشکلات خانوادگی و حمایت از زنان در معرض آسیب
- معرفی پناهندگان به اعضاء پارلمان جهت دریافت کمک در حل مشکلات
- برگزاری سمینارهای مختلف فرهنگی و آموزشی
- انتشار نشریات متنوع فارسی و زبان انگلیسی
- برگزاری برنامه های مختلف ورزشی و تفریحی

## شعب
در حال حاضر این انجمن دارای پنج شعبه فعال در مناطق مختلف شهر لندن و یک شعبه در کشور افغانستان می‌باشد.

## جوایز
این انجمن در سال ۲۰۱۸ میلادی جایزه ویژه ملکه بریتانیا را به خاطر ایجاد محیط خوب برای تجربه کاری جوانان داوطلب دریافت کرده است.